# Томас де Лима, Луис Энрике
Луис Энрике Томас де Лима (порт.-браз. Luis Henrique Tomaz de Lima; родился 14 декабря 2001, Жуан-Песоа) — бразильский футболист, вингер итальянского клуба «Интернационале».

## Клубная карьера
Луис Энрике выступал за молодёжную команду клуба «Трес-Пасус» из штата Риу-Гранди-ду-Сул, после чего перешёл в футбольную академию «Ботафого». 4 декабря 2019 года дебютировал в основном составе «Ботафого» в матче бразильской Серии A против «Атлетико Минейро», заменив Леонардо Валенсию на 57-й минуте. Через четыре дня впервые вышел в стартовом составе «Ботафого» в матче бразильской Серии A против «Сеары». 26 января 2020 года забил свой первый гол за «Ботафого» в матче Лиги Кариока против клуба «Макаэ».
25 сентября 2020 года перешёл во французский клуб «Олимпик Марсель». 17 октября 2020 года дебютировал за клуб в матче французской Лиги 1 против «Бордо».